# Francis Laur

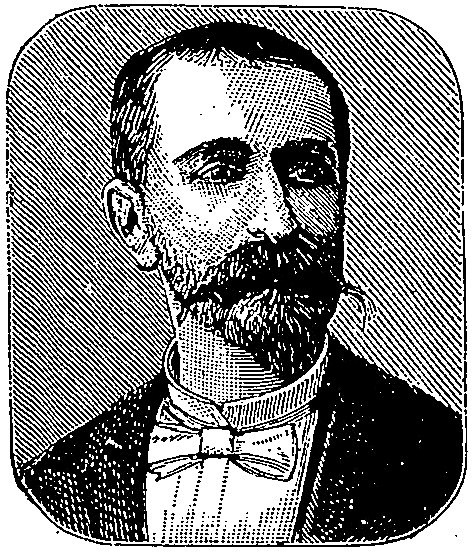
Francis Laur (1891)

Francis Laur (* 5. September 1844 in Nevers; † 26. Mai 1934 in Paris) war ein französischer Bergbauingenieur, Industrieexperte, Fachautor und Politiker. Er war Adoptivsohn der sozialkritischen Schriftstellerin George Sand.

## Politische Karriere
Laur war zwischen 1885 und 1889 Deputierter des Départements Loire und von 1889 bis 1893 der des Départements Seine. Als Deputierter für Loire wurde Laur 1885 auf der Basis eines dick auftragenden antisemitischen Programms gewählt. Der Historiker Laurent Joly führte aus, dass Laur typisch gewesen sei für einen national-sozialen bürgerlichen Antisemitismus, der die Finanzskandale und Wirtschaftsprobleme der 3. Republik zu einer Demagogie gegen Juden oder Ausländer nutzte.

## Publizistische Karriere
Zwischen 1890 und 1910 veröffentlichte Laur zahlreiche Pamphlete und Fachbücher zu wirtschaftspolitischen Fragen. Er war ein exzellenter Wirtschaftskenner und gab der französischen Wirtschaftstheorie verschiedentlich Anstöße. So veröffentlichte er ab 1900 ein mehrbändiges Werk auf dem Gebiet der Kartell- und Konzentrationstheorie. Sein Oberbegriff, die „accaparement“ (= Verknappung), war eine Alternative zum sonst üblichen „syndicats industriels“. Laur stand damit in einem begrifflichen Gegensatz zum akademischen Mainstream um Paul de Rousiers, der eine „Syndikatstheorie“ pflegte. Anders oder stärker als jene sah Laur in den deutschen Kartellen ein Vorbild für die strukturschwache und weniger gut organisierte französische Industrie. Unter den industriellen Großorganisationen empfahl er Absatzsyndikaten vom Typ des Rheinisch-Westfälischen Kohlensyndikats: „Parmi ces ententes commerciales […] quelle est celle qui vous paraît devoir être le mieux tolérée, je répondrai sans hésiter : ‚C'est le cartel allemand, le cartel dont le type pur est le Kohlensyndikat de la Westphalie.‘“

## Friedensmission
Während des Ersten Weltkriegs warb Laur für einen maßvollen Frieden Frankreichs mit Deutschland. Frankreich sollte lediglich Lothringen (nicht auch das Elsass) rückannektieren, dadurch aber wieder eine große stahlerzeugende Macht werden. Zwischen dem niederrheinischen Kleve und dem Süd-Elsass sollte der große Pufferstaat „Suisse rhénane“ entstehen, in den Deutschland alle seine linksrheinischen Gebiete einzubringen habe. Diese Konstruktion eines gestärkten Frankreich und eines starken Pufferstaates, der Deutschland komplett von jenem abschirmte, sollte den Frieden zwischen Paris und Berlin künftig gewährleisten. Die historische Mission des Elsass sei die eines Puffers.

## Werke von F. Laur
- La France sans houillères. Paris 1897.
- Exposition de Chicago : mines, métallurgie et électricité. Paris 1894.
- De l'accaparement. Essai doctrinal. Bd. 1. Préface par Edmond Théry. Paris 1900.
- Les cartels et syndicats en Allemagne. Essai documentaire. De l' accaparement. Bd. 2. Paris 1903.
- Siège de Péking: récits authentiques des assiégés, S. Pichon, d'Anthouard, Ct Darcy, Matignon, Bartholin, Mathieu, Piot, etc. / par Francis Laur; avec photographies de Piry. Paris 1904.
- De Oorlog! Hoe zal da oorlog eindigen? door Francis Laur. Van het Belgische front!. O.O. 1916.
- Une Suisse rhénane? La seule garantie contre une guerre futur entre la France et l'Allemagne, Paris-Geneve 1918.